# روستای الکساندر (دالاس)
روستای الکساندر، دالاس (به انگلیسی: Alexander's Village, Dallas) یک منطقهٔ مسکونی در ایالات متحده آمریکا است که در تگزاس واقع شده‌است.